# Derek Taylor (Journalist)
Derek Taylor (* 7. Mai 1932 in Liverpool; † 8. September 1997 in Sudbury) war ein britischer Journalist, Autor und Publizist. Taylor wurde bekannt durch seine Tätigkeit als Pressesprecher für die Rockgruppe The Beatles. Er begann seine Karriere als Journalist für die Lokalzeitung Liverpool Daily Post and Echo. Später schrieb er unter anderem für die landesweit erscheinenden Zeitungen News Chronicle, Sunday Dispatch und Sunday Express. Außerdem arbeitete er als regelmäßiger Feuilletonist und Theaterkritiker für den Daily Express in dessen Redaktion in Manchester.

## Pressesprecher für die Beatles
Taylors erster Kontakt zu den Beatles entstand, als er im Mai 1963 den Auftrag erhielt, für den Daily Express eine Konzertkritik zum Auftritt der Beatles im Manchester Odeon zu schreiben. Seine Herausgeber erwarteten einen Bericht, der sich kritisch zur Gruppe äußern würde, die zu jener Zeit von der nationalen Presse als bedeutungslose jugendliche Modeerscheinung angesehen wurde. Taylor gefiel allerdings, was er sah und hörte, und er verfasste einen äußerst positiven Artikel:

“The Liverpool Sound came to Manchester last night, and I thought it was magnificent […] The spectacle of these fresh, cheeky, sharp, young entertainers in apposition to the shiny-eyed teenage idolaters is as good as a rejuvenating drug for the jaded adult.”

„Der Liverpool-Sound erreichte gestern Abend Manchester, und ich fand es war großartig. […] Der Auftritt dieser frischen, frechen, eleganten, jungen Entertainer vor den sie mit glänzenden Augen anhimmelnden Teenagern wirkt wie eine Verjüngungskur für ermattete Erwachsene.“

Kurz darauf erhielt er die Einladung zu einem Treffen mit der Gruppe und gewann das Vertrauen der Musiker und ihres Managers Brian Epstein. Als die Beatles mehr und mehr Aufmerksamkeit in Großbritannien erlangten, richtete der Daily Express eine feste Beatles-Kolumne ein, deren Autor einer der Beatles sein sollte. Die Wahl fiel auf George Harrison, der die Beiträge gemeinsam mit Taylor erstellte.
Im April 1964 warb Beatles-Manager Brian Epstein Taylor von dessen Zeitungsjob ab und engagierte ihn als persönlichen Assistenten. Taylor unterstützte Epstein beim Schreiben von Epsteins Autobiografie A Cellarful of Noise. Taylor führte dafür Interviews mit Epstein, die er auf Band aufzeichnete, und erstellte daraus die Biografie, wobei er die meisten von Epsteins grundlegenden Formulierungen beibehielt. Die Biografie wurde im Oktober 1964 veröffentlicht. Taylor wirkte anschließend als Mitarbeiter der Pressestelle der Beatles, da dessen Leiter Tony Barrow die stetig zunehmenden Aufgaben nicht allein bewältigen konnte. Taylor sollte ausschließlich die Beatles betreuen und als Verbindungsperson zur Presse dienen. Taylor begleitete die Beatles als Pressesprecher bei deren Konzerttournee durch die USA im Sommer 1964. Am Ende dieser Tournee kündigte er wegen Reibereien mit Epstein seinen Posten. Taylor verließ kurz darauf Großbritannien und zog mit seiner Familie nach Kalifornien. Dort gründete er 1965 seine eigene PR-Agentur und arbeitete für Gruppen wie die Byrds, die Beach Boys und Paul Revere & the Raiders.
In dieser Zeit etablierte Taylor die Byrds als neuartige amerikanische Band, verwies dabei auf Ähnlichkeiten zu den Beatles – und ermutigte Musikjournalisten, den Beach-Boys-Gründer Brian Wilson als musikalisches Genie darzustellen. Taylor war 1967 wesentlich an der Organisation des Monterey Pop Festivals beteiligt und wirkte zudem als Publizist und Sprecher des Festivals.
George Harrison komponierte das Lied Blue Jay Way während eines Aufenthalts in Kalifornien im Jahr 1967. Er wartete eines Abends auf Taylor und dessen Frau, die Harrison in dessen angemieteten Haus im Blue Jay Way in Los Angeles besuchen wollten. Um sich die Zeit zu vertreiben, begann Harrison auf einer im Haus befindlichen Orgel zu spielen und entwickelte dabei das Stück.
Taylor verhalf auch Harry Nilsson zu größerer Bekanntheit. Nachdem er dessen Stück 1941 im Autoradio gehört hatte, kaufte er 25 Exemplare von Nilssons Album Pandemonium Shadow Show und verschickte sie an Kontakte in der Musikindustrie. Auch die vier Beatles erhielten das Album und waren so beeindruckt, dass sie Nilsson nach London einluden. Nilsson freundete sich mit John Lennon und Ringo Starr an. Mit beiden arbeitete er später an verschiedenen Alben.
Anfang 1968 kehrte Taylor nach England zurück, da die Beatles ihn als Chef der Pressestelle von Apple Corps engagiert hatten. Als einer der Führungspersonen bei Apple hatte Taylor eine wichtige Rolle bei vielen der Projekte der Beatles und von Apple Corps. Seine Rolle wurde in mehreren Biografien dokumentiert; so beispielsweise in den Memoiren von Taylors Assistenten Richard DiLello, die 1972 unter dem Titel The Longest Cocktail Party veröffentlicht wurde, oder den Erinnerungen von Chris O’Dell, einer ehemaligen Apple-Sekretärin, die 2009 unter dem Titel Miss O’Dell erschienen.
John Lennon erwähnte Taylor in seinem Lied Give Peace a Chance, zusammen mit Tommy Smothers, Timothy Leary und Norman Mailer, die wie Taylor bei der Aufnahme des Liedes anwesend waren.
Taylor verließ 1970 Apple Records als Folge von Allen Kleins Bemühungen, die chaotischen Vorgänge im Unternehmen zu ordnen.

## Nach den Beatles
Nachdem Taylor Apple verlassen hatte, arbeitete er für die Plattenfirma WEA Records. Auf diesem Label wurden in Großbritannien die Künstler jener Label vermarktet, die sich in den USA im Besitz der Kinney Corporation befanden. Bei diesen Labels handelte es sich um Warner Bros., Reprise, Elektra und Atlantic Records. Taylor war Direktor für spezielle Projekte, dabei arbeitete er unter anderem mit Künstlern wie den Rolling Stones, Yes, America, Neil Young, Carly Simon und Alice Cooper. Anfang der 1970er Jahre ermöglichte er es dem britischen Jazzsänger George Melly, zwei Alben für WEA aufzunehmen (Nuts, 1972 und Son of Nuts, 1973). Auf Taylors Empfehlung erhielt die Liverpooler Rockband Deaf School, mit dem späteren Musikproduzenten Clive Langer als Gitarristen, einen Plattenvertrag.
Unabhängig von seiner Arbeit für WEA, produzierte Taylor 1973 Harry Nilssons Album A Little Touch of Schmilsson in the Night. Einige Jahre zuvor hatte er die Liner Notes für Nilssons Album Aerial Ballet verfasst.

## Wieder in Amerika
Taylor kehrte Ende der 1960er Jahre in die USA zurück und arbeitete dort für A&M Records als Publizist für das ehemalige Mitglied der Byrds Gene Clark, der die Gruppe Phoenix mit Laramy Smith gründete. Mitte der 1970er Jahre bekleidete Taylor bei Warner Bros. Records den Posten eines Vizepräsidenten für Marketing. In dieser Position sicherte er dem Unternehmen die Rechte am Rutles-Projekt und überwachte die weltweite Vermarktung des Films und des dazu gehörigen Soundtracks.

## Zurück in England
In den frühen 1980er Jahren arbeitete Taylor als Mitverfasser von Büchern von Michelle Phillips und Steven Spielberg. Außerdem war er für George Harrisons Filmproduktionsfirma Handmade Films tätig. Anfang der 1990er Jahre wurde er ein weiteres Mal gebeten, für Apple zu arbeiten und dort die Vermarktung der diversen Neuveröffentlichungen der Beatles, wie beispielsweise Live at the BBC und die Anthology, zu betreuen.

## Autor
Taylor verfasste 1973 seine salopp formulierte Erinnerungen, die unter dem Titel As Time Goes By veröffentlicht wurden. 1980 arbeitete Taylor wieder mit George Harrison zusammen und half diesem, dessen Autobiografie I Me Mine fertigzustellen. 1981 erschien The Making of Raiders of The Lost Ark, Taylors Beobachtungen bei den Dreharbeiten zum Spielfilm Jäger des verlorenen Schatzes. 1983 folgte seine Autobiografie Fifty Years Adrift (In An Open Necked Shirt), die im Dezember 1983 in einer limitierten Auflage von 2000 signierten Exemplaren erschien. Das Vorwort stammte von George Harrison.
Im Jahr 1987 erschien zur Feier des 20 Jahre zuvor veröffentlichten Beatles-Albums Sgt. Pepper’s Lonely Hearts Club Band das Buch It Was Twenty Years Ago Today, mit einer Rückschau auf die Menschen und Ereignisse, die zur Entstehung des Albums beitrugen. Das Buch enthält Interviews und Fotos sowie umfangreiche Auszüge der gleichnamigen Fernsehdokumentation des Senders Granada TV.

## Tod
Derek Taylor starb am 8. September 1997 an Krebs. Bis zu seinem Tod arbeitete er für Apple Corps.

## Privatleben
Taylor war von 1958 bis zu seinem Tod mit Joan Taylor verheiratet. Das Paar hatte sechs Kinder.

## Publikationen (Auswahl)
- As Time Goes By. Davis-Poynter, London 1973, ISBN 0-87932-068-0.
- The Making of Raiders of The Lost Ark. Ballantine Books, London 1981, ISBN 0-345-29725-3.
- Fifty Years Adrift (In An Open Necked Shirt). Genesis Publications, London 1983, ISBN 0-904351-22-X.
- It Was Twenty Years Ago. Bantam Press, London 1987, ISBN 0-593-01269-0.